# 参旗七
参旗七（猎户座π4）是位于猎户座的双星系统，其视星等为3.67。